# Barbara Krzemień
Barbara Ewa Krzemień (ur. 15 września 1949 w Poznaniu) – polska polityk, posłanka na Sejm PRL VIII kadencji.

## Życiorys
W 1969 ukończyła Technikum Chemiczne w Poznaniu. Pracowała jako mistrz w Zakładach Farmaceutycznych „Polfa” w Poznaniu. Była sekretarzem OOP oraz członkinią egzekutywy zakładowej Polskiej Zjednoczonej Partii Robotniczej. W latach 1980–1985 pełniła mandat posłanki na Sejm PRL VIII kadencji w okręgu Poznań, pełniąc funkcję sekretarza Sejmu. Zasiadała w Komisji Górnictwa, Energetyki i Chemii, Komisji Handlu Zagranicznego, Komisji Przemysłu oraz w Komisji Współpracy Gospodarczej z Zagranicą i Gospodarki Morskiej.